# 拉斯帕爾馬斯主教座堂

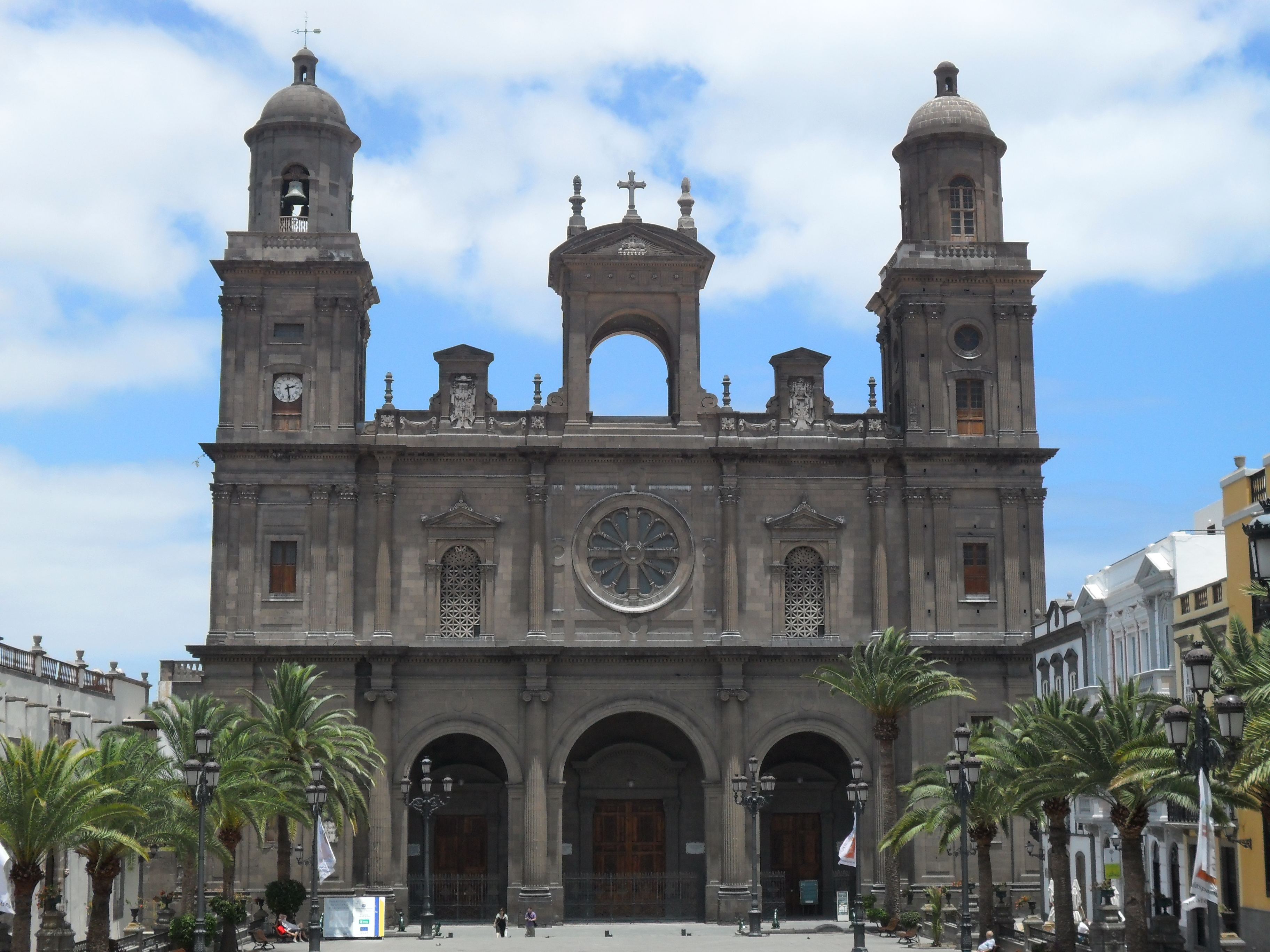

拉斯帕爾馬斯主教座堂（西班牙語：Catedral de Canarias）是位於西班牙加那利群島城市拉斯帕爾馬斯的一座羅馬天主教的主教座堂。拉斯帕爾馬斯主教座堂也是加那利群島最重要的宗教建築。